# Чигиринская ГЭС
Чигиринская ГЭС — малая гидроэлектростанция на реке Друть в Кировском районе Могилёвской области (Белоруссия). Построена в 1953—1959 гг возле деревни Чигиринка (60 км к юго-западу от Могилёва).
Установленная мощность 1500 кВт. В комплекс ГЭС входит земляная и водосливная плотины. Длина земляной плотины — 980 метров. В водосливную плотину включен шлюз для сброса излишков воды и пропуска судов маломерного флота и лесосплава (лесосплав и судоходство по Друти давно прекращены). В водосливной плотине установлены 6 сегментных затворов для спуска воды в период паводка. В здании ГЭС установлены 3 гидрогенератора мощностью по 500 кВт.
Чигиринское водохранилище активно используется для отдыха.